# Pseudobahia bahiifolia
Pseudobahia bahiifolia là một loài thực vật có hoa trong họ Cúc. Loài này được (Benth.) Rydb. miêu tả khoa học đầu tiên năm 1915.